# Вогняна Земля
Вогняна Земля (ісп. Tierra del Fuego [ˈtjera ðel ˈfweɣo], досл. «Земля вогню») — архіпелаг, розташований біля найпівденнішої частини Південної Америки. Архіпелаг складається з головного острова (Ісла Гранде де Тьєрра дель Фуего, ісп. Isla Grande de Tierra del Fuego), який часто називають просто Тьєрра дель Фуего, або Вогняна Земля) 11 великих, 30 малих (Наваріно, Осте) та великої кількості дрібних островів, загальною площею 73 753 км². Архіпелаг відділений від континенту Магеллановою протокою. Найпівденніша точка архіпелагу і усього материка Південна Америка — мис Горн на острові Горн (Чилі).

## Назва
Назву архіпелагу Земля Димів (ісп. Tierra de los Humos — Тьєрра-де-лос-Умос) дав Фернан Магеллан, котрий був першим європейцем, який проплив повз нього в 1520 році під час своєї навколосвітньої подорожі. Назва пов'язана з численними димами, що було видно з моря і які йшли від вогнищ, що розводили місцеві індіанці чи-то на березі, чи-то в човнах. Магеллан вважав дими наслідком вулканічної діяльності. На підтвердження цієї версії існує іспанська карта 1529 року. Іспанський же король Карл I, вирішив, що диму без вогню не буває, і повелів перейменувати архіпелаг на Землю Вогнів (ісп. Tierra de los Fuegos — Тьєрра-де-лос-Фуеґос). Пізніше цей топонім трансформувався в Вогняну Землю (ісп. Tierra del Fuego — Тьєрра-дель-Фуеґо).

## Геологія
У тектонічному плані архіпелаг Вогняна Земля лежить на трансформному розломі Південно-Американської літосферної плити і плити Скоша, які на заході зустрічаються з Антарктичною, що субдукує під них. Архіпелаг — зона землетрусів магнітудою 7,8-8,5 балів (центри знаходяться не глибше 50 км) і активного сучасного гороутворення.
Архіпелаг геологічно належить до молодої неозойської складчастості. На південному заході йдуть сучасні процеси гороутворення — виходи крейдових і третинних гранітоїдів. Центральна і східна частина зайняті неозойською складчастістю Анд. Північна частина перекрита чохлом неоген-четвертинних відкладень.
З південного заходу на північний схід кислі й середні магматичні породи мезозою змінюються осадовими гірськими породами крейдового періоду. Далі на схід рівнини до атлантичного узбережжя складають еоцен-олігоценові породи, здебільшого перекриті четвертинними відкладами. На півночі — неогенові континентальні відклади.
У четвертинному періоді уся територія архіпелагу зазнала патагонського льодовикового зледеніння. На островах збереглися сучасні льодовики. У горах колювіальні, льодовикові й соліфлюкційні четвертинні відкладення. На північно-східних рівнинах — акумулятивні льодовиково-озерні відклади.

### Корисні копалини
На півночі архіпелагу нафтове родовище Серро-Манант'ялес.

## Географія

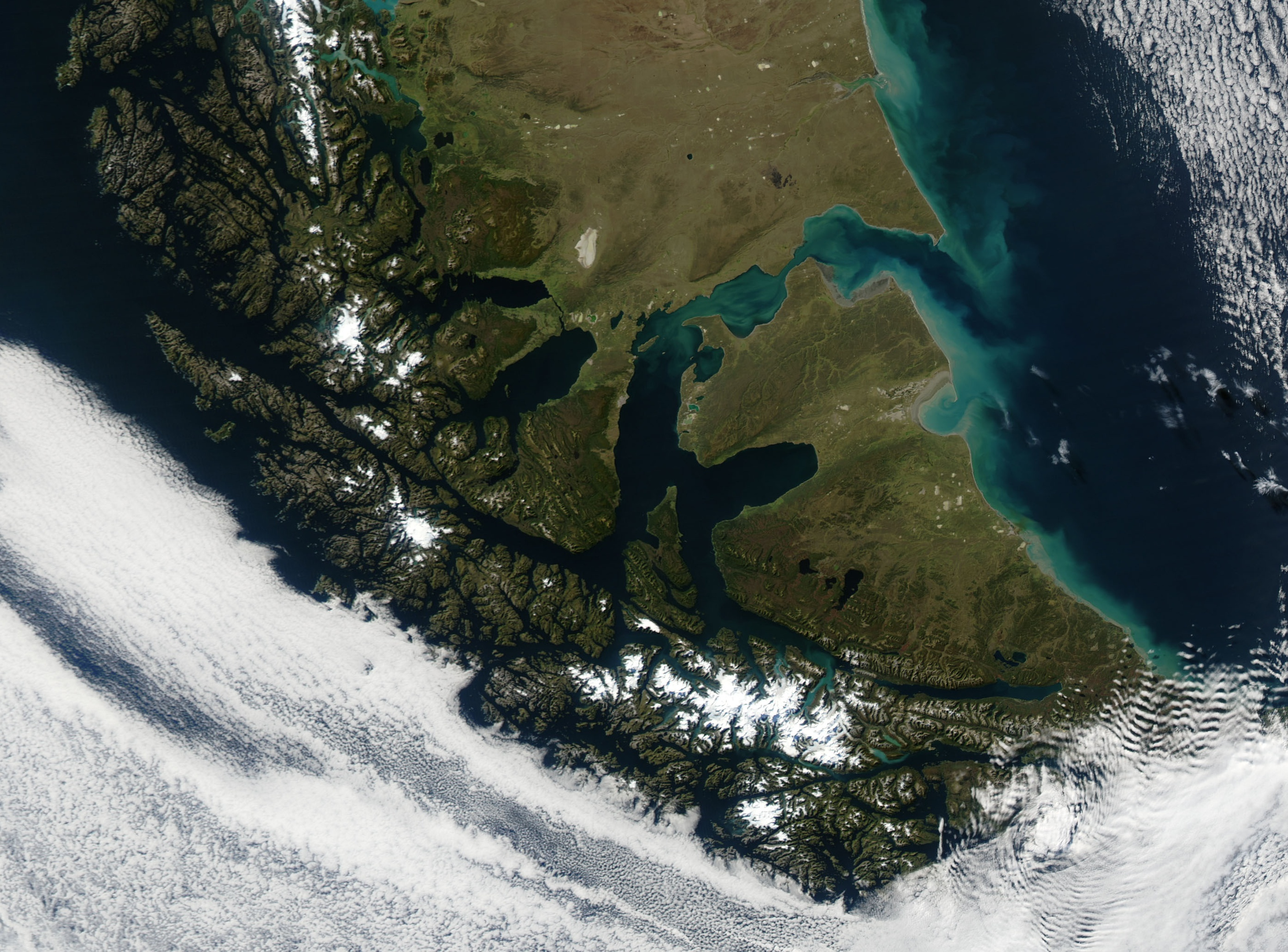
Космічний знімок Вогняної Землі, зроблений супутником NASA

### Розташування
Архіпелаг відокремлений від материка Південна Америка Магеллановою протокою, а від Антарктиди — широкою протокою Дрейка. На сході архіпелаг омивається водами Атлантичного океану, а на заході — Тихого. Найбільший острів, зветься так само, як і архіпелаг, Вогняна Земля (Ісла-Гранде), відділений від островів Осте і Наваріно протокою Бігля. Південніше архіпелагу знаходиться найпівденніші землі Південної Америки — острова Дієго-Рамірес. На схід — острів Естадос.
Навколо архіпелагу доволі широкий континентальний шельф, особливо на північному-сході (до Фолклендських островів) і півдні. На схід від архіпелагу лежить банка Бьордвуд, а на південний захід — банка Пактолус. Із заходу і півдня Перуано-чилійський жолоб (4305-4395 м); на сході — басейн Ямана.

### Рельєф
На заході і півдні — дуже розчленовані склачасто-брилові хребти Патагонських Анд (найвища точка гора Шайптон (2580 м), льодовики (снігова лінія на висоті 600—800 м), фіорди. На півночі і сході — горбисті моренні плато, торф'яні болота. Раніше найвищою точкою архіпелагу вважалась гора Дарвін, 2438 м. Узбережжя островів архіпелагу сильно розчленоване, особливо на південному заході.

### Клімат

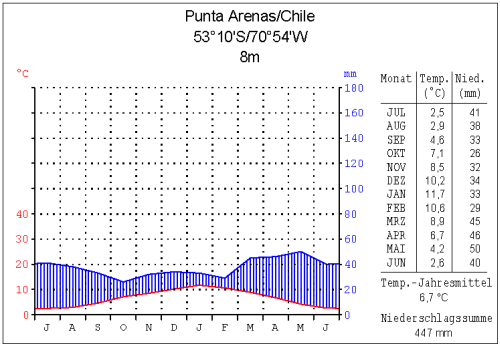
Кліматограма Пунто-Аренаса

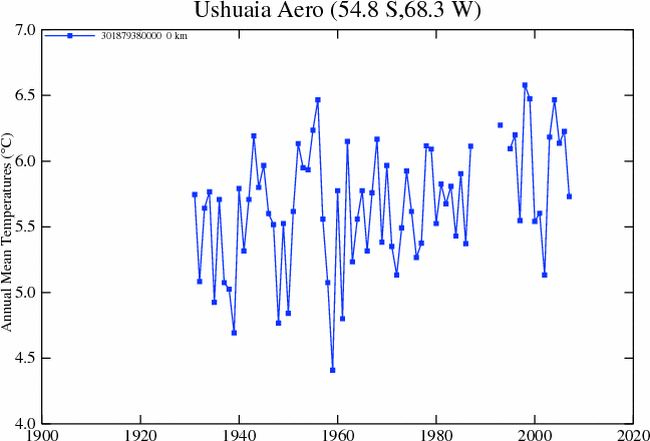
Температура повітря в аеропорту Ушуаї за період 1931—2007 років

Клімат помірний, океанічний, прохолодний. Східна частина архіпелагу, як і Патагонія належить до області помірно континентального клімату, а західна — області морського. Увесь рік архіпелаг знаходиться під впливом полярної області низького тиску — антарктичного мінімуму: 752…744 мм ртутного стовпчика в січні, 752…750 мм — в липні. Увесь рік дмуть західні вітри, часті шторми, урагани.
Середні температури січня 10-11 °C, липня 0-2 °C. Річна амплітуда середньомісячних температур не перевищує 8-10 °C. У середньому зима на архіпелазі тепліша ніж у середньому зима на тій же широті на 2 °C, а літо — на 5°C. Сумарна сонячна радіація складає менше 80 ккал/см² на рік. Радіаційний баланс складає 40-50 ккал/см² на рік; у січні — 8-10 ккал/см², у липні — −2-0 ккал/см². Турбулентний теплообмін з атмосферою дорівнює 5-10 ккал/см² на рік; у січні — 1-2 ккал/см², у липні — 0-1 ккал/см².
Опадів, на півночі й сході близько 500 мм, на півдні й заході до 2000 мм. Взимку сніговий покрив. На західному узбережжі відносно м'яка зима з сильними вітрами; відносно тепле літо з більш стійкою погодою. Рівномірне сезонне зволоження. Випаровування зростає з півночі на південь від 200 до 550 мм на рік, а випаровуваність навпаки — з півдня на північ, від 380 до 550 мм на рік. Затрати тепла на випаровування складають 20-30 ккал/см² на рік; у січні — 1-3 ккал/см², у липні — 4-6 ккал/см². На рік не більше 90 діб із мінімальною температурою повітря вище 0 °C (на заході не більше 60 діб) з 20 листопада по 25 лютого, у деякі роки приморозки можуть спостерігатись ціле літо.
Південне узбережжя архіпелагу омивають води холодної течії Західних вітрів (холодна течія мису Горн), гілка, у вигляді Фолклендської течії, відходить на північ вздовж патагонського узбережжя. Під час літа в південній півкулі тепла Бразильська течія завертає холодні води Фолклендської течії на південь, охолоджуючи й без того прохолодне патагонське літо. Середньорічна температура навколишніх тихоокеанських вод — 6 °C. Численні гірські льодовики опріснюють морську воду до 33 ‰. Морська крига й айсберги можуть зустрічатись у навколишніх водах цілий рік.

### Гідрологія
Річний річковий стік зменшується із заходу на схід (згідно із напрямком переважних вітрів) від 1500 мм до 20 мм. Але через низькі температури коефіцієнт зволоження майже всюди більший за 0,8. Річки архіпелагу відносяться до 2 типів водного режиму. Річки Патагонських Анд живляться від танення льодовиків, тому й стік переважно літній. Річки східних степів живляться від танення зимових снігів, тому стік найбільший навесні.
Поблизу Ушуайї знаходиться льодовик Мартіал (ісп. Glaciar Martial), поселення Серро-Кастор поблизу нього — найбільший гірськолижний курорт регіону.

### Ґрунти
Суббореальні ґрунти північної рівнинної акумулятивно-льодовикової частини зонально змінюють один одного з півночі на південь: каштанові, чорноземи, бурі лісові. У долинах Анд переважно зустрічаються кам'янисті гірські бурі лісові, гірські підзолисті, подекуди гірські лугові й дерново-торф'янисті болотяні.

### Флора
Рослинність острову досліджували під час антарктичної експедиції дослідницьких кораблів "Еребус" і "Терор" у 1839-1843 роках під командуванням капітана сера Джеймса Кларка Росса. Вона описана у другій частині 6-ти томного видання Flora Antarctica.
У ботаніко-географічному відношенні архіпелаг належить до антарктичного домініону голантарктичного об'єднання. На схилах гір листопадно-вічнозелені низькорослі букові ліси (до висоти 500 м над рівнем моря), вище — степова рослинність.
Південь архіпелагу займають субантарктичні ксерофітні ліси та рідколісся. Деревний полог мішаних лісів складають листопадні породи: південного буку березового (Notofagus betuloides) — найпівденніше дерево планети, південного буку антарктичного (Nothofagus antarctica), південний карликовий бук (Nothofagus pumilio), канело (Drimys Winteri), ендемічний пільгеродендрон ягідний (Pilgerodendron uviferum), майтенус магелланський (Maytenus magellanica), вейнманія (Weinmannia), ломатія (Lomatia). З кущів: барбарис чилійський (Berberis chilensis), барбарис падуболистий (Berberis ilicifolia), смородина магелланська (Ribes magellanicum), фуксія довгоквіткова (Fuchsia macrostemma). Ліан і папоротей досить мало, епіфіти відсутні.
Північ острова Вогняна Земля займають західнопатагонські зарості кущів та злаків. Низькорослі кущі: південний карликовий бук (Nothofagus pumilio), барбарис самшитолистий (Berberis buxifolia), барбарис різнолистий (Berberis heterophylla). Злаки: ковила низькоросла (Stipa humilis), елімус еріантус (Elymus erianthus), стоколос тонкий (Bromus macranthus), види тонконогу (Poa) і типчаку (Festuca).

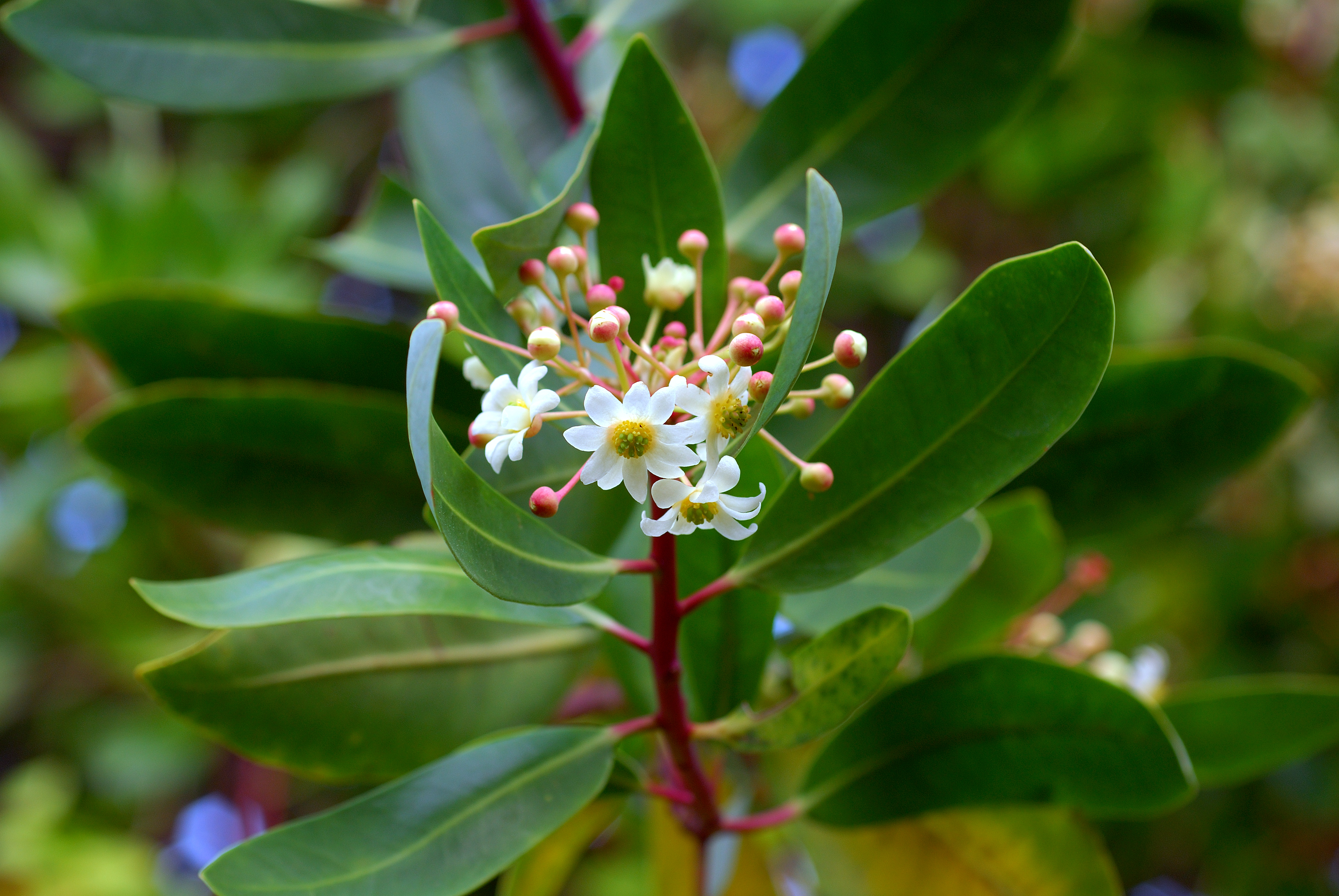
Drimys winteri
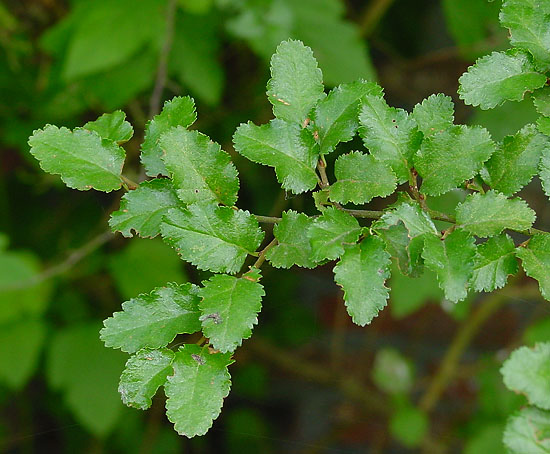
Nothofagus antarctica
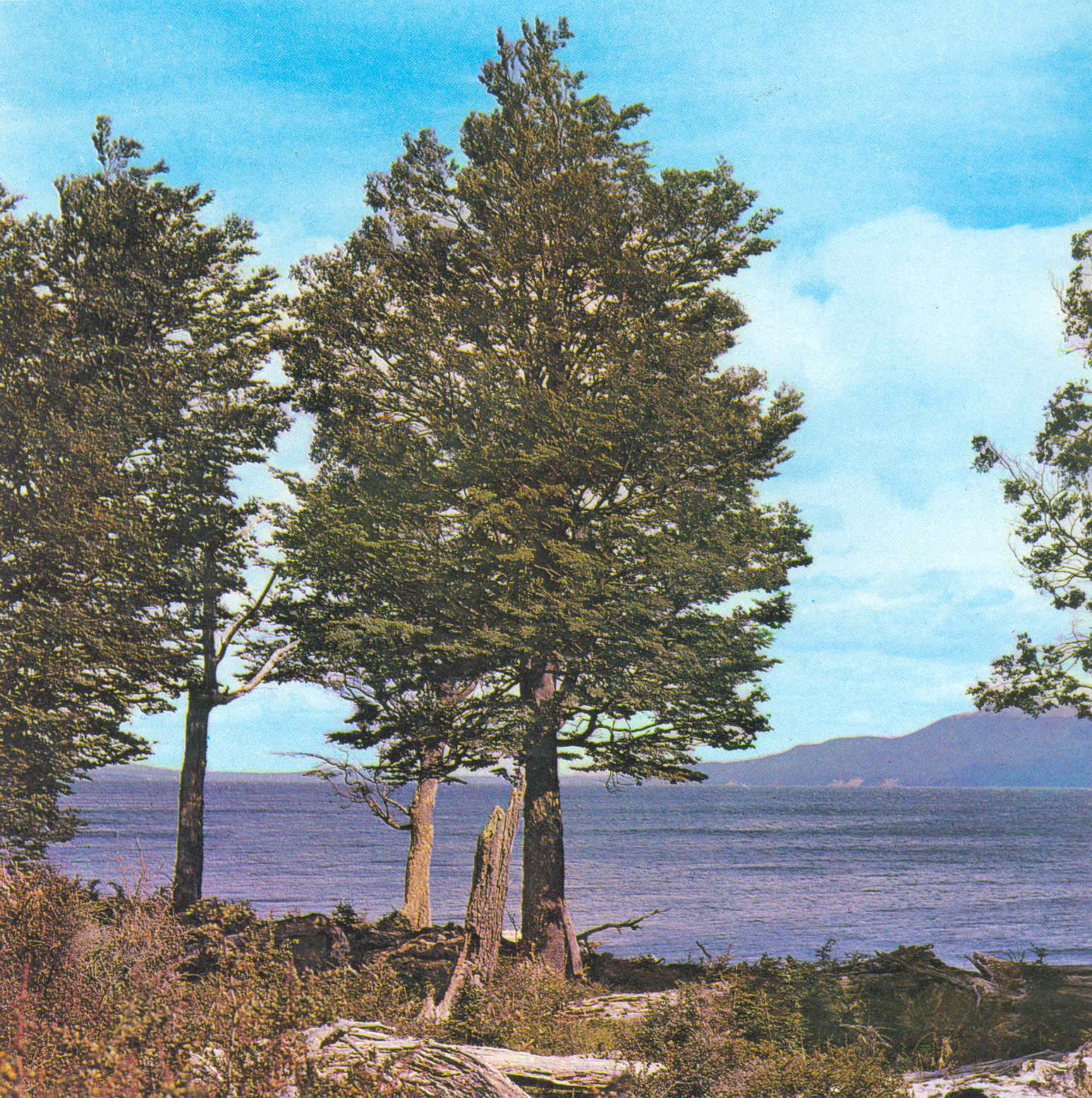
Nothofagus pumilio
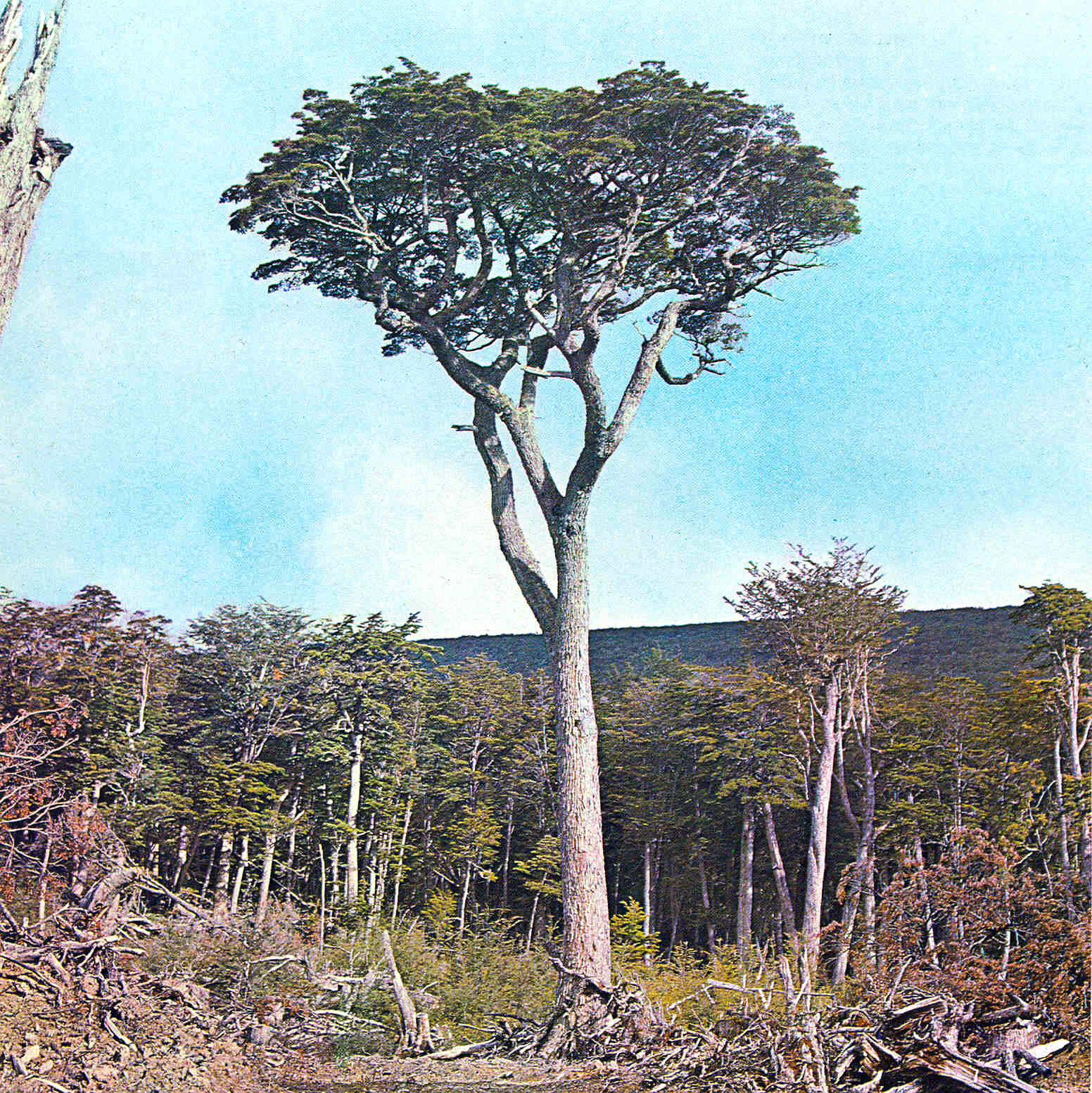
Nothofagus betuloides

Центральну і східну частину острова Вогняна Земля займає субантарктична лучно-болотяна рослинність сирих і кріофітних лук, сфагнові болота і заболочені ліси з південного буку антарктичного і карликового, канело. Рослинність представлена видами: азорелла торф'яна (Azorella caespitosa), азорелла нитковидна (Azorella filamentosa), ацена збірна (Acaena multifida), антенарія магелланська (Antennaria magellanica), крупка магелланська (Draba magellanica), типчак стрункий (Festuca gracillima), меландріум магелланський (Melandrium magellaniscum), астелія карликова (Astelia pumila), осоки роду ореоболус (Oreobolus), гаймардія південна (Gaimardia australis), кальта придатковидна (Caltha appendiculata), ростковія магелланська (Rostkovia magellanica), водянка червона (Empetrum rubrum), гуннера магелланська (Gunnera magellanica), моурія річкова (Mouria rivularis). Царство мхів представляють види: сфагнум бахромчастий(Sphagnum fimbriatum), сфагнум залізний (Sphagnum falcatulum), сфагнум магелланський (Sphagnum magellanicum), дікранолома чорностебельна (Dicranoloma nigricaule), вебера похила (Webera nutans), філонотіс мандрівний (Philonotis vagans), дрепанокладус (Drepanocladus subjulacens).

### Фауна
Зоогеографічно архіпелаг Вогняна Земля належить до Чилійсько-Вогнеземельської провінції Патагоно-Андійської підобласті Неотропічної області (лише північна частина до Патагоно-Пампаської провінції).
Гризуни на архіпелазі представлені хом'ячками роду Reithrodon і Akodon. На островах архіпелагу з птахів мешкають клинохвості папуги (Araini), качки роду Tachyeres, пічник бурий (Cinclodes fuscus), сірий чирок (Anas versicolor). На узбережжі водяться пінгвіни.
Риби прісних водоймищ відносяться до патагонської підобласті південноамериканської іхтіогеографічної області. У прісних водоймах зустрічаються галаксієві (Galaxiidae), представники прохідних риб. У навколишніх морських водах зустрічаються представники нототенієвих (Nototheniidae).
У 1948 році з Канади були завезені бобри, їхні греблі на річках викликають повені та завдають значної шкоди навколишньому середовищу.

### Фізико-географічне районування
У фізико-географічному плані архіпелаг ділиться на 2 країни:
- Північний схід — Патагонія. Область окраїнних депресій. Підобласть прогину Магелланової протоки. З півночі на південь сухі степи континентального клімату переходять у степи помірного клімату, й далі у приокеанічні луки. Морфоструктурною особливістю є акумулятивні льодовикові рівнини на місцях тектонічних прогинів з глинисто-піщаними відкладами. Клімат посушливий, холодний. Сліди плейстоценового зледеніння.
- Південний захід — Патагонські Анди. Область льодовикового півдня. Сучасне зледеніння. У рельєфі характерне глибоке тектонічне розчленування. Средньовисотні складчасто-брилові гори. Геосинклінальні структури альпід з інтрузивами і метаморфічними гірськими породами. Клімат помірно-морський постійно вологий холодний. З півночі на південь висотна поясність лісисто-альпійских гір переходить у лісо-тундрову приокеанічну висотну поясність.

### Охорона природи
Національні парки: Альберто-Агостіні, Мис Горн (Чилі), Тьєрра-дель-Фуего (Аргентина). Останній знаходиться за 11 км на захід від Ушуайї і відомий своїми пустельними пляжами, струмками, що кишать лососем, стрімкими водоспадами і льодовиковими озерами. Гірські хребти ділять парк на глибокі долини, порослі реліктовими лісами південноамериканського бука, навесні прикрашені яскравими орхідеями Магеллана.

## Історія
Перші люди з'явились на островах ще в 4 тисячолітті до н. е. Серед аборигенів Вогненної Землі (відомих також як вогнеземельці, або фуегійці) переважав народ ягани (ямана), що розмовляв ізольованою мовою ямана, також на острові представлені народи материкової частини Південної Америки. Колись ягани населяли бухту Лапатая (ісп. Lapataia Bay — «лісисту бухту») і жили за рахунок дарів моря.
Відкрив острови для європейців Фернан Магеллан, під час навколосвітньої подорожі у 1520 році. Він вважав архіпелаг частиною Невідомої Південної землі (лат. Terra Australis Incognita).
У 1829 році капітан англійського корабля «Бігль» Роберт Фіцрой обстежив узбережжя архіпелагу, прихопивши до Англії 4 яганів. Одним з них був Джеммі Баттон (виміняний у батька на ґудзик). У 1831 році Роберт Фіцрой і Джеммі Баттон повернулися на острови під час навколосвітньої подорожі.
Колонізація пізніше. Пояснюється це тим, що архіпелаг був досить безплідною, бідною землею, віддаленою від всього «цивілізованого» світу. Початок колонізації поклали місіонери. Вперше ідея звернення індіанців ямана в християнство виникла у англійського морського капітана Аллена Гардінера, який в 1848 році влаштувався на острові Естадос, взявши з собою місіонера, лікаря і 4 моряків. У 1851 році вся група загинула від голоду і хвороб на південному узбережжі Великого острова. Лише у 1860-х спроба заснувати місію на самій Вогняній Землі досягла успіху. У 1869 році Стірлінг заснував місіонерську станцію Ушуая, побудувавши там перший дерев'яний будинок.
У 1881 році острови архіпелагу було розділено між Аргентиною та Чилі. Східна частина його відійшла до Аргентини, західна була визнана володінням Чилі.
У 1885 році місіонер Томас Брідж заснував естансію Харбертон (Estancia Harberton), за 85 км на схід від Ушуайї на землях, переданих йому аргентинським урядом в подяку за роботу з місцевими індіанцями. Онук Томаса Бріджа Лукас написав про вогнеземельців книгу «На самому краю землі» («The Uttermost Part of the Earth»). Тут працює музей викопних решток, знайдених на островах істот.
Місіонери відкрили дорогу всякого роду авантюристам, приплив яких посилився, коли було виявлено золото. Золотошукачі обходилися з аборигенами вкрай жорстоко. Індіанці намагалися чинити опір, але марно. Індіанці мстилися, викрадаючи їх коней, за що у відповідь золотошукачі вбивали індіанців. За кожного викраденого коня вбивали 5 аборигенів.
За першими золотошукачами незабаром з'явилися колоністи, які заснували два поселення Хенто Гранде і Пор-венір. Землі Великого острова виявилися досить зручними для вівчарства, яке швидко тут поширився. Під пасовища стали займати все кращі землі, витісняючи аборигенів в пустельні райони. Індіанці, які не знали скотарства, стали полювати на овець як на дичину, що знаходиться на їхній землі і законно їм належала. Тоді колонізатори почали справжнє планомірне цькування місцевого населення. Щоб «очистити» землю від індіанців, господарі ферм платили по 1 фунту стерлінгів за пару вух вбитого індіанця. Застосовувався також стрихнін для знищення цілих груп індіанців.
До 1893 році колонізація поширилася до області Баін Інутіль. Вся зручна земля стала використовуватися під пасовища для овець, поголів'я яких швидко збільшувалася. Індіанців відтіснили до гірських і лісових районів, де вони були майже позбавлені можливості добувати собі їжу і приречені на вимирання. Число індіанців швидко скорочувалася. Так, до середини XIX ст. налічувалося 10-12 тисяч корінних мешканців, у 1890 році їх залишилось лише 3 тис.; до 1900 року їх залишилося: она — близько 800 осіб, яганів — близько 200, алакалуфіви — близько 1000. Від народу залишились concheros — кола з мушель їстівних молюсків, якими вони користувалися як знаряддям. На початок XXI сторіччя на островах живе лише 50 метисованих представників цього народу. Створено Музей ямана (ісп. Museo Mundo Yamana).
У 1902 році аргентинський уряд, в прагненні обґрунтувати свої претензії на Антарктиду, облаштував виправну колонію, яка в 1947 році була перетворена на військово-морську базу. На базі працює музей. У колонії була побудована залізниця «Потяг на Край світу» (ісп. Tren del Fin del Mundo), що возила ув'язнених до лісу на заготівлі деревини. Тепер це туристична пам'ятка національного парку Вогняна Земля, що возить туристів між станціями «Край світу» (ісп. Estacion del Fin del Mundo) і «Парк» (ісп. El Parque).

## Політично-адміністративний поділ

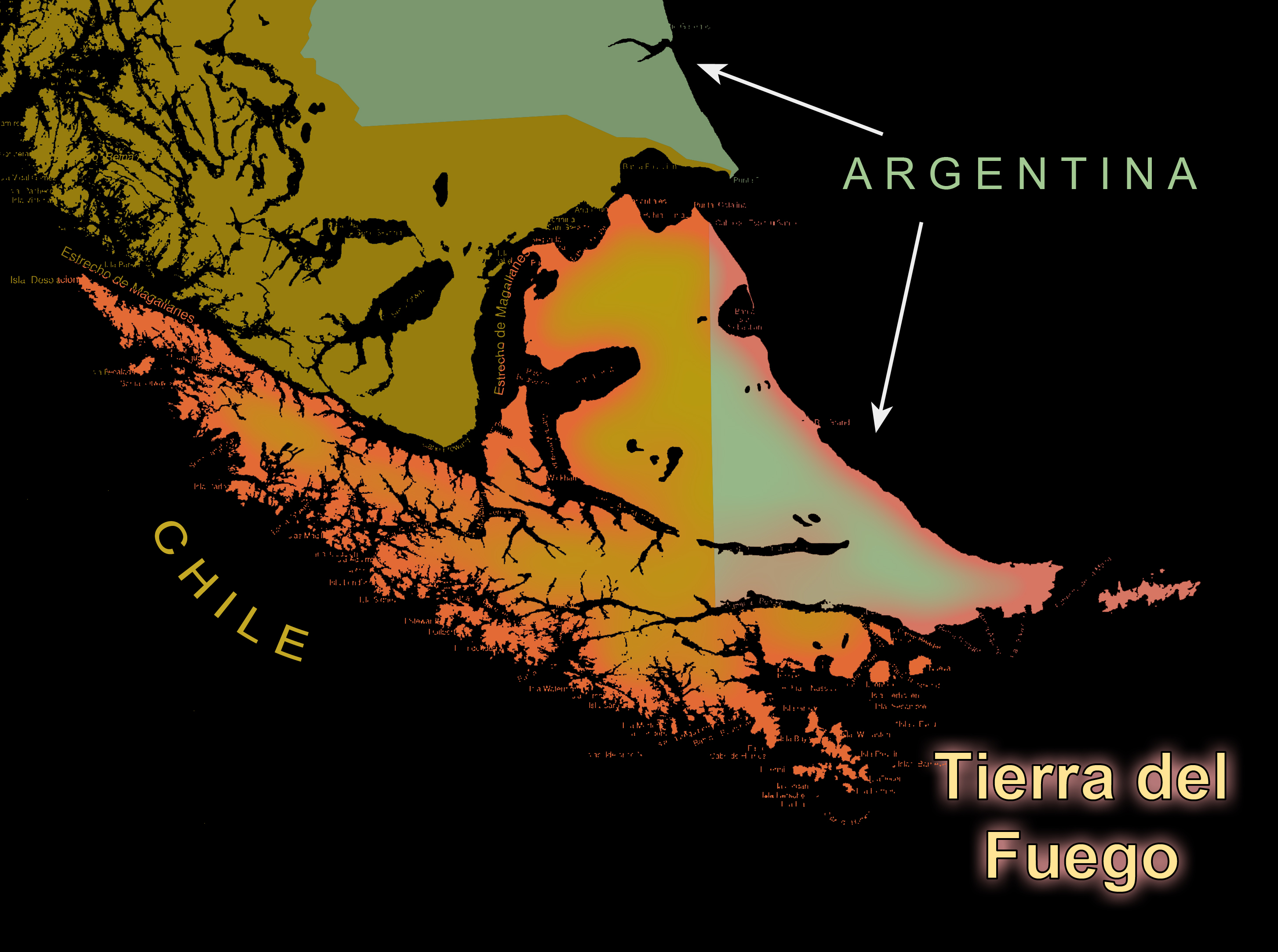
Політично-адміністративний поділ архіпелагу Вогняна Земля

Найбільший острів — Ісла Гранде де Тьєрра дель Фуего, площа якого становить 48 100 км². Половина цього острова та острови на південь та захід від нього належать Чилі й належать до окремого адміністративного регіону Магалланес (Magallanes Region), головним містом якого є Пунта-Аренас, розташоване на континенті на протилежному березі протоки. Найбільші чилійські міста архіпелагу — Порвенір, на головному острові, та Пуерто-Вільямс (ісп. Puerto Williams), на острові Наваріно (ісп. Navarino). Пуерто-Вільямс є найпівденнішим населеним пунктом на планеті, якщо не брати до уваги станції в Антарктиці.
Східна частина архіпелагу належить Аргентині і утворює провінцію Вогняна Земля зі столицею Ушуая, найпівденнішим містом Аргентини і планети. Інше важливе аргентинське місто архіпелагу — Ріо-Гранде (ісп. Rio Grande), розташоване на атлантичному узбережжі.

## Населення
Населення архіпелагу, станом на 2006 рік, становило 251 тис. осіб. Щільність населення — 3,4 осіб/км².
На острові Вогняна Земля знаходиться найпівденніше місто планети — Ушуая (Аргентина), а на острові Наваріно — найпівденніший населений пункт Землі — Пуерто-Торо (Чилі). Більшість населення архіпелагу проживає на острові Вогняна Земля.
Аргентинці (схід) й чилійці (захід) розмовляють іспанською мовою, що належить до романської групи індо-європейської мовної сім'ї.

## Господарство
Серед головних галузей промисловості: видобуток і переробка нафти, природний газ, вівчарство та екотуризм. Розвинуті тваринництво, рибальство.

### Українською
Природа та люди Вогняної Землі — українська мандрівка Ушуайєю та околицями [Архівовано 9 вересня 2017 у Wayback Machine.]

### Англійською
- Bridges, Lucas. 1948. Uttermost Part of the Earth. Reprint with introduction by Gavin Young, Century Hutchinson, 1987. ISBN 0-7126-1493-1.
- Keynes, Richard. 2002. Fossils, Finches and Fuegians: Charles Darwin's Adventures and Discoveries on the Beagle, 1832—1836. HarperCollins Publishers, London. Reprint: 2003.
- Bollen, Patrick. 2000. «Tierra del Fuego» B/W Photobook. Lannoo Publishers, Tielt, Belgium. ISBN 90-209-4040-6.
- Roberto Hosne. 2001. Patagonia. History, Myths and Legends. Duggan-Webster, Buenos Aires. ISBN 987-98626-0-0.
- Mateo Martinic. 2002. Brief History of the Land of Magellan. Punta Arenas.

### Іспанською
- Adios, Tierra del Fuego, Jean Raspail (écrivain français, consul général du Royaume d'Araucanie et de Patagonie), Robert Laffont (2001), ISBN 2-221-09517-0.
- Qui se souvient des hommes, Jean Raspail, Robert Laffont, (2001) ISBN 2-221-09517-0.
- Tierra del Fuego, Francisco Coloane (écrivain chilien) Phébus, (2005) ISBN 2-85940-874-6.
- Le Golfe des peines, Francisco Coloane, Phébus, (1997) ISBN 2-85940-479-1.
- Cap Horn, Francisco Coloane, Phébus, collection Libretto (2005) ISBN 2-7529-0081-3.
- Cavalier seul, Patricio Manns, Phébus, collection Libretto (1996) ISBN 2-85940-624-7.
- W ou le souvenir d'enfance, George Perec, (1975).
- Instituto Geográfico Militar (1970). Atlas de la República de Chile. Santiago — Chile — Instituto Geográfico Militar. Segunda edición.
- Instituto Hidrográfico de la Armada de Chile (1974). Atlas Hidrográfico de Chile. Valparaíso — Chile — Instituto Hidrográfico de la Armada. Primera edición.
- Instituto Hidrográfico de la Armada de Chile (1958). Derrotero de la Costa de Chile Volumen V. Valparaíso — Chile — Instituto Hidrográfico de la Armada. 4ª edición.
- De Agostini, Alberto M. (1956), Treinta años en Tierra del Fuego, 1, Buenos Aires — Argentina: Ediciones Preuser

### Німецькою
- Eduardo Galeano: Die offenen Adern Lateinamerikas. Die Geschichte eines Kontinents. Hammer, Wuppertal 1988. ISBN 3-87294-162-3.
- Robert Krisai: Die Moore Feuerlands. In: Gert Michael Steiner (Hg.): Moore von Sibirien bis Feuerland. Biologiezentrum der Oberösterreichischen Landesmuseen, Linz 2005. ISBN 3-85474-146-4. S. 373—378.
- Johannes Hemleben: Darwin. Rowohlt, Reinbek bei Hamburg 2004. ISBN 3-499-50137-6.
- Gabriele Eschweiler (Hg.): Geschichten vom Ende der Welt. Patagonien und Feuerland in der Weltliteratur. Edition 8, Zürich 2009. ISBN 978-3-85990-133-9.
- Gabriele Eschweiler (Hg.): Patagonien und Feuerland fürs Handgepäck. Unionsverlag, Zürich 2011. ISBN 978-3-293-20547-5.
- Jürgen Vogt: Argentinien mit Patagonien und Feuerland. Reise-Know-How-Verlag Rump, 8., aktualisierte Aufl., Bielefeld 2012. ISBN 3-8317-2112-2.

### Російською
- Зубов А. А. Люди Огненной Земли. — М., 1961